# Liste der Bodendenkmäler in Möhnesee
- Karte mit allen verlinkten Seiten:
- OSM |
- WikiMap

Die Liste der Bodendenkmäler in Möhnesee führt die Bodendenkmäler der westfälischen Gemeinde Möhnesee auf (Stand: Mai 2021).
| Nr.  | Bezeichnung             | Lage                                                    | Eingetragen seit | Beschreibung | Bild |
| ---- | ----------------------- | ------------------------------------------------------- | ---------------- | --- | ---- |
| BD 1 | 2 Grabhügel             | Günne Rolland (Möhnestraße, K8) Standort                | 23.10.1985       | Zwei Grabhügel aus der späten Jungsteinzeit oder frühen Bronzezeit am Rolland zwischen Günne und Niederense-Himmelpforten |      |
| BD 2 | 2 Landwehren            | Günne Rolland (Möhnestraße, K8) Standort                | 23.10.1985       | Zwei Landwehren am Rolland zwischen Günne und Niederense-Himmelpforten |      |
| BD 3 | Hohlwege bei Stockum    | Stockum Südufer Möhnesee, am Forsthaus Standort         | 06.02.1998       | Bevor die Möhnetalsperre gebaut wurde, führte hier ein alter Handelsweg entlang, der von Arnsberg nach Soest führte. Die Hohlwegbündel sind Zeugnisse des Natursteinabbaus und der Montanindustrie im Sauerland. War ein Weg nicht mehr benutzbar, wurde ein neuer angelegt. |      |
| BD 4 | Trigonometrischer Punkt | Stockum Gewerbegebiet, Gutenbergweg / Zeissweg Standort | 18.01.2002       | Technisches Kulturdenkmal aus dem 19. Jahrhundert zur Landvermessung. |      |